# Wu Qianlian
Wu Qianlian (chinesisch 吳倩蓮 / 吴倩莲, Pinyin Wú Qiànlián, W.-G. Wu Chien-lien, Jyutping Ng4 Sin3lin4, kantonesisch Ng Sin-lin; * 3. Juli 1968), auch als Jacklyn Wu oder Jacqueline Wu bekannt, ist eine taiwanische Schauspielerin und Sängerin, die ihre Karriere in Hongkong begann. 
Ihre Schauspielkarriere fing an, als Johnnie To sie 1990 als Gegenspielerin von Andy Lau in A Moment of Romance besetzte. Beim westlichen Publikum ist sie für ihre Rolle in Ang Lees Eat Drink Man Woman aus dem Jahr 1994 bekannt, wo sie die zweitälteste der drei Schwestern, die Geschäftsfrau Zhu Jia-Qian, verkörperte. Ihre bekannteste Rolle ist bis heute  Ann Huis Eighteen Springs aus dem Jahr 1997, für die sie in der Kategorie beste Schauspielerin für den  Hong Kong Film Award nominiert wurde und in derselben Kategorie den Preis der Hong Kong Film Critics Society gewann. Wu hat auch in Fernsehserien, die in der Republik China, der Volksrepublik China und Singapur produziert wurden, mitgespielt. Seit der Jahrtausendwende wurden ihre Auftritte seltener. Ihren letzten Filmauftritt hatte sie im Jahr 2004 im Hongkong-Film Jiang Hu.

## Filmografie
| Jahr | Titel                          | Rolle              | Bemerkungen                                           |
| ---- | ------------------------------ | ------------------ | ----------------------------------------------------- |
| 1990 | A Moment of Romance            | Jo Jo Huen         |                                                       |
| 1991 | Royal Scoundrel                | Yuk                |                                                       |
| 1992 | Three Summers                  |                    |                                                       |
| 1992 | A Moment of Romance II         | Celia              |                                                       |
| 1993 | The Bare-Footed Kid            | Lien               |                                                       |
| 1993 | Casino Raiders II              | Lin                |                                                       |
| 1994 | Beginner's Luck                | May                |                                                       |
| 1994 | Eat Drink Man Woman            | Jia-chien          |                                                       |
| 1994 | The Returning                  | Elaine / Siu-lau   |                                                       |
| 1994 | God of Gamblers' Return        | Siu Yiu-yiu        |                                                       |
| 1994 | Love and the City              | Jo Jo              |                                                       |
| 1994 | Treasure Hunt                  | Mei                |                                                       |
| 1994 | How Deep Is Your Love          | Siu-fu             |                                                       |
| 1994 | Oh! My Three Guys              | Fok May            |                                                       |
| 1994 | In Between                     | Icy                |                                                       |
| 1994 | To Live and Die in Tsimshatsui | Ah-bo              |                                                       |
| 1995 | Great Adventurers              | Crystal Lui 'Chan' |                                                       |
| 1995 | The Phantom Lover              | Yunyan             |                                                       |
| 1995 | Peace Hotel                    |                    | Cameo-Auftritt                                        |
| 1995 | Only Fools Fall in Love        | Mong Dee           |                                                       |
| 1995 | Mean Street Story              | Sue                |                                                       |
| 1995 | Dream Lover                    | Kitty              |                                                       |
| 1996 | Beyond Hypothermia             | Shu Lihan          |                                                       |
| 1996 | A Moment of Romance III        | Ting Siu-wo        |                                                       |
| 1997 | Eighteen Springs               | Gu Manzhen         | Hong Kong Film Critics Society Award for Best Actress |
| 1997 | Walk In                        | Li Yi-wah          |                                                       |
| 1997 | All's Well, Ends Well 1997     | Shenny             |                                                       |
| 1997 | The Intruder                   | Yan                |                                                       |
| 1997 | Dragon Town Story              |                    |                                                       |
| 1998 | Ninth Happiness                |                    |                                                       |
| 1999 | Sorry Baby                     | Liu Xiaoyun        |                                                       |
| 2002 | Venus                          |                    |                                                       |
| 2004 | Jiang Hu                       | Mrs Hung           |                                                       |

| Jahr | Titel                                 | Rolle       | Bemerkungen |
| ---- | ------------------------------------- | ----------- | ----------- |
| 1998 | The Return of the Condor Heroes (TTV) | Xiaolongnü  |             |
| 2001 | The Colour of Money                   |             |             |
| 2004 | The Game of Killing                   |             |             |
| 2005 | The Story of Han Dynasty              | Lü Zhi      |             |
| 2005 | Ruan Lingyu                           | Ruan Lingyu |             |